# Станнид кобальта
Станнид кобальта — бинарное интерметаллическое неорганическое соединение
олова и кобальта
с формулой CoSn,
кристаллы.

## Получение
- Сплавление стехиометрических количеств чистых веществ:

{\displaystyle {\mathsf {Sn+Co\ {\xrightarrow {947^{o}C}}\ CoSn}}}

## Физические свойства
Станнид кобальта образует кристаллы 
гексагональной сингонии,
пространственная группа P 6/mmm,
параметры ячейки a = 0,5278 нм, c = 0,4258 нм, Z = 3
.
Соединение образуется по перитектической реакции при температуре 947°C  (936°C ).